# Kvitøya
Kvitøya (Insula albă) este o insulă ce aparține din punct de vedere politico-administrativ de statul norvegian. Din punct de vedere geografic de teritoriul Svalbard din Marea Barenț, arhipelagul cuprinde printre alte insule, Insula Spitsbergen. Svalbard este situat la 600 de km de coastele Norvegiei. Insula Kvitøya ocupă o suprafață de aproape 700 km², fiind o insulă nelocuită. Pe insulă domnește o climă umedă polară care este puțin îndulcită de curentul Golfului. Insula este acoperită aproape în întregime de gheață fără vegetație. În zonele fără gheață flora este reprezentată prin mușchi și licheni, iar ca faună uneori se pot vedea urși polari și colonii de "Sterna paradisaea" din familia rândunicilor de mare.

## Istoric
Prima oară insula a fost văzută în 1707 de olandezul Cornelius Giles, ea fiind numită "Țara lui Giles" sau "Kvitøya" cum e numită și în prezent. Aici a murit în 1897 exploratorul suedez Salomon August Andrée cu doi însoțitori. Tabăra lor a fost descoperită în 1930 de membrii expediției norvegiene sub conducerea lui "Gunnar Horn". Azi locul este marcat de un monument din beton, care amintește de moartea lui Salomon August Andrée, Knut Frænkel și Nils Strindberg. Insula este declarată rezervație naturală, fiind interzise construcțiile, vânătoarea și orice activitate care ar deranja viața animalelor.

## Etimologie
Numele vine din norvegiană hvit însemnând alb, iar øy - insulă.